# Claude-Carloman de Rulhière

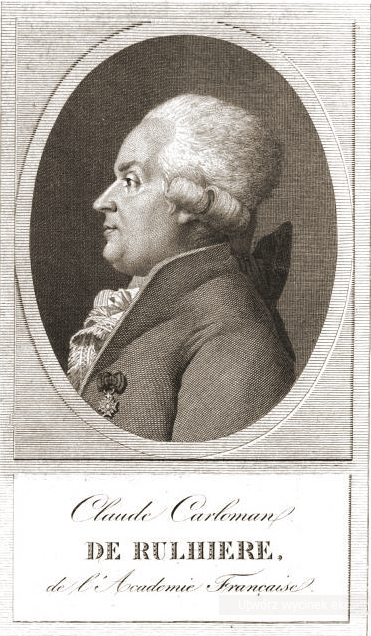
Claude Carloman de Rulhière

Claude-Carloman de Rulhière (* 12. Juni 1735 in Bondy bei Paris; † 30. Januar 1791 ebenda) war ein französischer Dichter und Historiker.
Rulhiere begleitete den Marschall von Richelieu als Adjutanten („aide de camp“) während des Siebenjährigen Kriegs in Deutschland gegen Hannover und folgte ihm auch 1758 nach Bordeaux. 1760 begleitete er den französischen Botschafter Baron de Breteuil als Gesandtschaftssekretär nach Sankt Petersburg, wo er Zeuge des Putsches von Katharina II. 1762 wurde, an dem der französische Geheimdienst beteiligt war (Zar Peter war ihnen zu preußenfreundlich). Auf Drängen seiner Freunde schrieb er darüber ein Manuskript und ließ es zirkulieren. Katharina verlangte mehrfach dessen Vernichtung, und Rulhiere konnte es so erst nach ihrem Tod publizieren. Diese „Anekdoten“ über die russische Revolution begründeten seinen Ruhm und verschafften ihm letztlich auch die Aufnahme in die Akademie 1787. 1765 verließ er die Armee. 1771 erhielt er eine Anstellung als politischer Schriftsteller beim Auswärtigen Amt. 1773 war er auch Sekretär des Comte de Provence, des späteren Ludwig XVIII. Er war eine bekannte Figur in den Pariser Salons, wo er u. a. mit Nicolas Chamfort und Antoine de Rivarol verkehrte. Bis zu dem im Umgang mit ihm beinahe unvermeidlichen Streit kümmerte er sich auch um den alten Jean-Jacques Rousseau. Nach einer Reise 1776 nach Deutschland und Polen begann er eine Geschichte Polens zu verfassen, die posthum und unvollendet erschien. Thomas Carlyle lobt in seiner Biographie von Friedrich II. zwar ihren Stil, beklagt aber die für ein historisches Werk dürftige Darlegung von Fakten. 1788 schrieb er auch ein Werk über die Rücknahme des Edikts von Nantes, zu einer Zeit, als die Protestanten wieder mehr Rechte erlangen sollten. Als Dichter versuchte er sich in Les jeux de main (Paris 1808).

## Werke
- Auguis (Editeur) Oeuvres, 6 Bde. 1819
- Anecdotes sur la revolution de Russie en l’annee 1762 (Paris 1797 und öfter), Gallimard 2006 (eine englische Übersetzung erschien 1797 in London und 1798 in Boston, als Nachdruck New York 1971)
- Eclaircissements historiques sur les causes de revocation de l’edit de Nantes (Paris 1788, 2 Bände)
- Histoire de l’anarchie de Pologne et du demembrement de cette republique (herausgegeben von Pierre Claude François Daunou, Paris: H. Nicolle et Desenne, 1807, 4 Bände), 4. Auflage, Paris 1862, 3 Bände